# Coupe de la Première ligue de soccer du Québec 2014
Navigation
Coupe PLSQ 2013 Coupe PLSQ 2015
La Coupe PLSQ 2014 est la 2e édition de la Coupe PLSQ.
Organisé par Soccer Québec, elle regroupe les six équipes qui participe à la Première ligue de Soccer du Québec.
La coupe est jouée parallèlement à la saison 2014
La coupe est remportée par le FC Gatineau contre le CS Longueuil lors de la finale jouée le 18 octobre 2014, au Stade Desjardins.

## Compétition

### Règlement
Les quarts de finales et les demi-finales se jouent en matchs aller-retour.  Si le score est encore égal après 180 minutes, le match retour se poursuit avec une prolongation. Si l'égalité persiste encore après la prolongation, le match se décide par une séance de tirs au but.
Le CS Mont-Royal Outremont reçoit un bye pour les demi-finales en vertu de leur victoire lors de l'édition 2013, ainsi que l'AS Blainville après un tirage au sort.
| Tour | Nom              | Date         | Date          | Participants |
| Tour | Nom              | Aller        | Retour        | Participants |
| ---- | ---------------- | ------------ | ------------- | ------------ |
| 1    | Quarts de finale | 10 août      | 29 et 30 août | 4            |
| 2    | Demi-finales     | 14 septembre | 28 septembre  | 4 (2+2 byes) |
| 3    | Finale           | 18 octobre   | 18 octobre    | 2            |

### Tableau
|  | Quarts de finale              | Quarts de finale              | Quarts de finale        | Quarts de finale |                    |              | Demi-finales            | Demi-finales            | Demi-finales            | Demi-finales            |  |  | Finale          | Finale          | Finale          | Finale          |
|  |                               |                               |                         |                  |                    |              |                         |                         |                         |                         |  |  |                 |                 |                 |                 |
|  |                               |                               |                         |                  |                    |              | 14 et 28 septembre 2014 | 14 et 28 septembre 2014 | 14 et 28 septembre 2014 | 14 et 28 septembre 2014 |  |  | 18 octobre 2014 | 18 octobre 2014 | 18 octobre 2014 | 18 octobre 2014 |
|  |                               |                               |                         |                  |                    |              | 14 et 28 septembre 2014 | 14 et 28 septembre 2014 | 14 et 28 septembre 2014 | 14 et 28 septembre 2014 |  |  | 18 octobre 2014 | 18 octobre 2014 | 18 octobre 2014 | 18 octobre 2014 |
|  |                               |                               |                         |                  |                    |              | 14 et 28 septembre 2014 | 14 et 28 septembre 2014 | 14 et 28 septembre 2014 | 14 et 28 septembre 2014 |  |  | 18 octobre 2014 | 18 octobre 2014 | 18 octobre 2014 | 18 octobre 2014 |
|  |                               |                               |                         |                  |                    |              | 14 et 28 septembre 2014 | 14 et 28 septembre 2014 | 14 et 28 septembre 2014 | 14 et 28 septembre 2014 |  |  | 18 octobre 2014 | 18 octobre 2014 | 18 octobre 2014 | 18 octobre 2014 |
|  |                               |                               |                         |                  |                    |              | 14 et 28 septembre 2014 | 14 et 28 septembre 2014 | 14 et 28 septembre 2014 | 14 et 28 septembre 2014 |  |  | 18 octobre 2014 | 18 octobre 2014 | 18 octobre 2014 | 18 octobre 2014 |
|  | (bye) CS Mont-Royal Outremont | (bye) CS Mont-Royal Outremont | 3                       | 1                |                    |              |                         |                         |                         |                         |  |  | 18 octobre 2014 | 18 octobre 2014 | 18 octobre 2014 | 18 octobre 2014 |
|  | (bye) CS Mont-Royal Outremont | (bye) CS Mont-Royal Outremont | 3                       | 1                | 10 et 30 août 2014 |              |                         |                         |                         |                         |  |  | 18 octobre 2014 | 18 octobre 2014 | 18 octobre 2014 | 18 octobre 2014 |
|  |                               |                               | CS Longueuil            | CS Longueuil     | 2                  | 3            |                         |                         |                         |                         |  |  | 18 octobre 2014 | 18 octobre 2014 | 18 octobre 2014 | 18 octobre 2014 |
|  | CS Longueuil                  | CS Longueuil                  | CS Longueuil            | CS Longueuil     | 2                  | 3            | 3                       | 3                       |                         |                         |  |  | 18 octobre 2014 | 18 octobre 2014 | 18 octobre 2014 | 18 octobre 2014 |
|  | CS Longueuil                  | CS Longueuil                  | 14 et 28 septembre 2014 |                  |                    |              | 3                       | 3                       |                         |                         |  |  | 18 octobre 2014 | 18 octobre 2014 | 18 octobre 2014 | 18 octobre 2014 |
|  | FC L'Assomption-Lanaudière    | FC L'Assomption-Lanaudière    | 0                       | 2                |                    |              |                         |                         |                         |                         |  |  | 18 octobre 2014 | 18 octobre 2014 | 18 octobre 2014 | 18 octobre 2014 |
|  | FC L'Assomption-Lanaudière    | FC L'Assomption-Lanaudière    | 0                       | 2                | CS Longueuil       | CS Longueuil | 0                       | 0                       |                         |                         |  |  |                 |                 |                 |                 |
|  |                               |                               |                         |                  | CS Longueuil       | CS Longueuil | 0                       | 0                       |                         |                         |  |  |                 |                 |                 |                 |
|  |                               |                               | FC Gatineau             | FC Gatineau      | 1                  | 1            |                         |                         |                         |                         |  |  |                 |                 |                 |                 |
|  |                               |                               |                         |                  | 1                  | 1            |                         |                         |                         |                         |  |  |                 |                 |                 |                 |
|  |                               |                               |                         |                  |                    |              |                         |                         |                         |                         |  |  |                 |                 |                 |                 |
|  |                               |                               |                         |                  |                    |              |                         |                         |                         |                         |  |  |                 |                 |                 |                 |
|  | (bye) AS Blainville           | (bye) AS Blainville           | 0                       | 0                |                    |              |                         |                         |                         |                         |  |  |                 |                 |                 |                 |
|  | (bye) AS Blainville           | (bye) AS Blainville           | 0                       | 0                | 10 et 29 août 2014 |              |                         |                         |                         |                         |  |  |                 |                 |                 |                 |
|  |                               |                               | FC Gatineau             | FC Gatineau      | 3                  | 2            |                         |                         |                         |                         |  |  |                 |                 |                 |                 |
|  | FC Gatineau                   | FC Gatineau                   | FC Gatineau             | FC Gatineau      | 3                  | 2            | 1                       | 1                       |                         |                         |  |  |                 |                 |                 |                 |
|  | FC Gatineau                   | FC Gatineau                   |                         |                  |                    |              |                         | 1                       |                         |                         |  |  |                 |                 |                 |                 |
|  | ACP Montréal-Nord             | ACP Montréal-Nord             | 0                       | 1                |                    |              |                         |                         |                         |                         |  |  |                 |                 |                 |                 |
|  | ACP Montréal-Nord             | ACP Montréal-Nord             | 0                       | 1                |                    |              |                         |                         |                         |                         |  |  |                 |                 |                 |                 |
|  |                               |                               |                         |                  |                    |              |                         |                         |                         |                         |  |  |                 |                 |                 |                 |

## Résultats[1]

### Quarts de finale
| 10 août 2014 | ACP Montréal-Nord   | 0 - 1 | FC Gatineau                                         | Stade Hébert, Saint-Léonard         |                                     |
| 13:30        | Beaucicot · Fénélon |       | Maheu · Dicko-Raynauld · Létourneau-Mathieu · Smail | Arbitrage : Oscar Mitchell-Carvalho | Arbitrage : Oscar Mitchell-Carvalho |
| 13:30        | Rapport             |       |                                                     | Arbitrage : Oscar Mitchell-Carvalho | Arbitrage : Oscar Mitchell-Carvalho |

| 29 août 2014 | FC Gatineau               | 1 - 1 | ACP Montréal-Nord                                       | Stade Mont-Bleu, Hull     |                           |
| 20:00        | Goguel · Edwards · Sonier |       | Fénélon · Duclervil · Kobe Mbaikwo · Meme · Ottou Onana | Arbitrage : Robert Schaap | Arbitrage : Robert Schaap |
| 20:00        | Rapport                   |       |                                                         | Arbitrage : Robert Schaap | Arbitrage : Robert Schaap |

| 10 août 2014 | FC L'Assomption-Lanaudière | 0 - 3 | CS Longueuil                                                         | Parc André-Courcelles, L'Assomption |                       |
| 17:00        | Besse · Étienne            |       | De Guise Saint-Germain · Hasnat Kashem · Mimoun · Giguère · Ourzdine | Arbitrage : Lyes Arfa               | Arbitrage : Lyes Arfa |
| 17:00        | Rapport                    |       |                                                                      | Arbitrage : Lyes Arfa               | Arbitrage : Lyes Arfa |

| 30 août 2014 | CS Longueuil      | 3 - 2 | FC L'Assomption-Lanaudière  | Centre Multi-Sports, Longueuil |                              |
| 19:00        | Carrie · Ourzdine |       | Bouchard · Moojen · Étienne | Arbitrage : Gilmar Hernandez   | Arbitrage : Gilmar Hernandez |
| 19:00        | Rapport           |       |                             | Arbitrage : Gilmar Hernandez   | Arbitrage : Gilmar Hernandez |

### Demi-finales
| 14 septembre 2014 | FC Gatineau                       | 3 - 0 | AS Blainville                   | Stade Mont-Bleu, Gatineau |                           |
| 14:00             | Daigle · Maheu · Edwards · Sonier |       | Ahouman · Bertrand · Medeschini | Arbitrage : Robert Schaap | Arbitrage : Robert Schaap |
| 14:00             | Rapport                           |       |                                 | Arbitrage : Robert Schaap | Arbitrage : Robert Schaap |

| 28 septembre 2014 | AS Blainville | 0 – 2 | FC Gatineau     | Parc Blainville, Blainville         |                                     |
| 15:30             | Sylla         |       | Daigle · Damnon | Arbitrage : Marie-Josée Charbonneau | Arbitrage : Marie-Josée Charbonneau |
| 15:30             | Rapport       |       |                 | Arbitrage : Marie-Josée Charbonneau | Arbitrage : Marie-Josée Charbonneau |

| 14 septembre 2014 | CS Longueuil                       | 2 - 3 | CS Mont-Royal Outremont         | Centre Multi-Sports, Longueuil |                       |
| 15:30             | Amara · Aoun · François · Methamem |       | Kaniki · Nkurunzinza · Ourzdine | Arbitrage : Lyes Arfa          | Arbitrage : Lyes Arfa |
| 15:30             | Rapport                            |       |                                 | Arbitrage : Lyes Arfa          | Arbitrage : Lyes Arfa |

| 28 septembre 2014 | CS Mont-Royal Outremont | 1 - 3 | CS Longueuil             | TMR Rec 3, Mont-Royal         |                               |
| 18:30             | Lartigue · Eustache     |       | Carrie · Kaniki · Kacher | Arbitrage : Francis Latulippe | Arbitrage : Francis Latulippe |
| 18:30             | Rapport                 |       |                          | Arbitrage : Francis Latulippe | Arbitrage : Francis Latulippe |

### Finale
| 18 octobre 2014 | CS Longueuil                      | 0 - 1 | FC Gatineau                               | Stade Desjardins, Laval      |                              |
| 15:00           | de Guise Saint-Germain · Ourzdine |       | Daigle · Klinguer · Ngoyi · Rolon-Mérette | Arbitrage : Mathieu Bourdeau | Arbitrage : Mathieu Bourdeau |
| 15:00           | Rapport                           |       |                                           | Arbitrage : Mathieu Bourdeau | Arbitrage : Mathieu Bourdeau |